# Sadkovîci, Sambir
Sadkovîci (în ucraineană Садковичі) este localitatea de reședință a comunei Sadkovîci din raionul Sambir, regiunea Liov, Ucraina.

## Demografie
Componența lingvistică a localității Sadkovîci
     Ucraineană (100%)
Conform recensământului din 2001, toată populația localității Sadkovîci era vorbitoare de ucraineană (100%).